# Sadzawka Ezechiasza

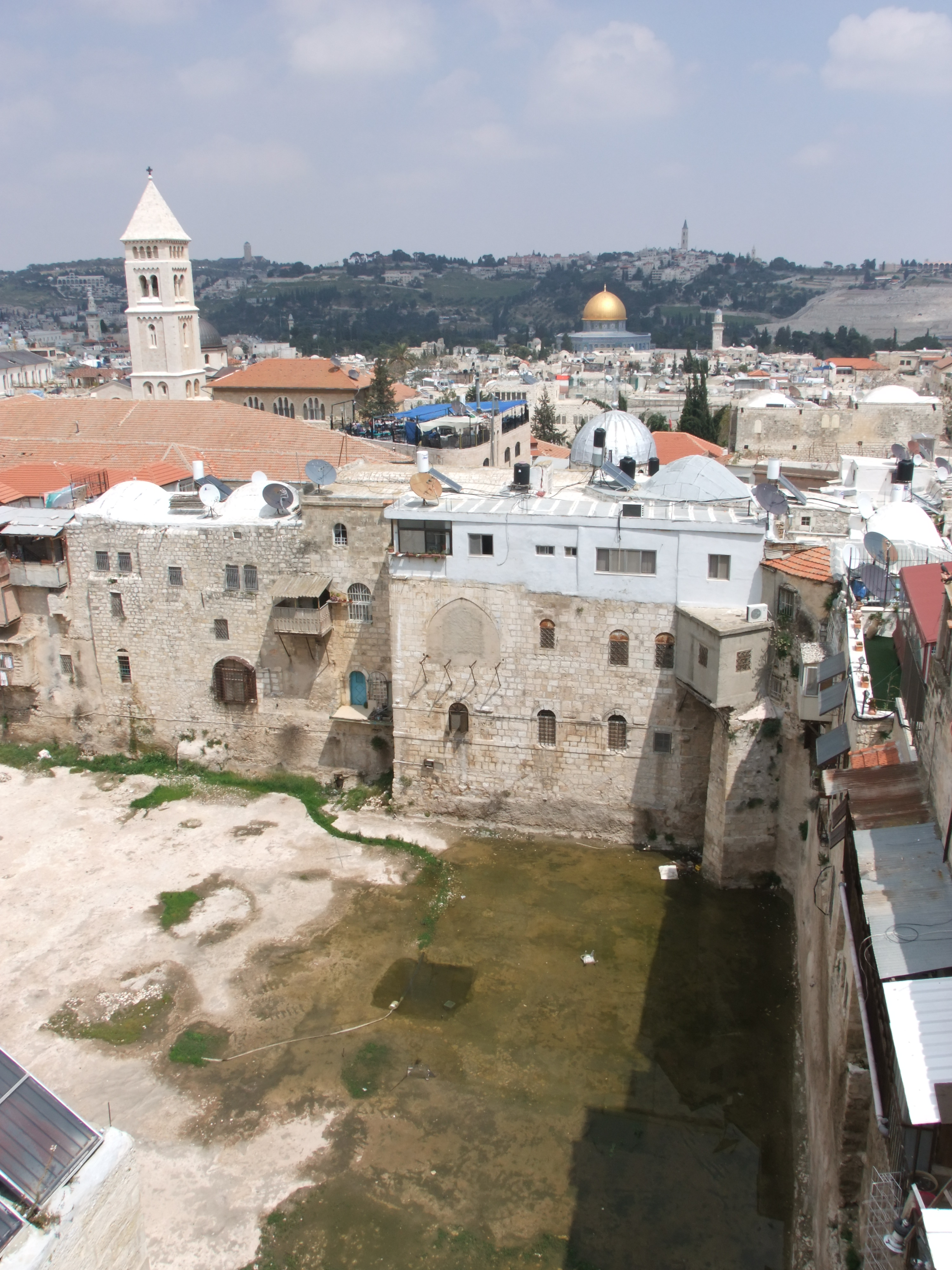
Sadzawka Ezechiasza, 2015

Sadzawka Ezechiasza (hebr. בריכת חזקיהו, Berechat Chizkijjahu; arab. بركة البطرك, Birkat al-Batrak) – zbiornik wody zlokalizowany w Jerozolimie w dzielnicy chrześcijańskiej na terenie Starego Miasta.
Sadzawka stanowiła część starożytnego systemu dostarczającego wodę dla mieszkańców miasta. Odniesienie w nazwie do Ezechiasza, króla Judy w latach 722 p.n.e. - 699 p.n.e., jest fikcyjne. U Józefa Flawiusza nazwana Amygdalon (gr. migdałowiec), co może być zniekształceniem hebrajskiego migdal (מגדל wieża), w odniesieniu do pobliskiej Wieży Dawida. Mierzy 76 x 45 m. Pierwotnie była 17 metrów dłuższa. Jest wykuta w litej skale. Dno znajduje się na głębokości 3 m poniżej poziomu ulicy. Istnieje spór o prawo własności pomiędzy władzami miasta i wspólnotą koptyjską, mającą w pobliżu własne zabudowania.